# جو هارپر
جو هارپر (انگلیسی: Joe Harper؛ زادهٔ ۱۱ ژانویهٔ ۱۹۴۸) بازیکن و مربی فوتبال اهل اسکاتلند بود.
از باشگاه‌هایی که در آن بازی کرده‌است می‌توان به باشگاه فوتبال هادرزفیلد تاون، باشگاه فوتبال آبردین، باشگاه فوتبال اورتون، و باشگاه فوتبال هیبرنین اشاره کرد.
وی همچنین در تیم ملی فوتبال اسکاتلند بازی کرده‌است.